# Long Stretch of Love
Long Stretch of Love é o título de uma canção gravada pela banda norte-americana de música country Lady Antebellum. Foi lançado em fevereiro de 2015 como o terceiro single de 747, o sexto álbum de estúdio do grupo. A canção foi escrita por Hillary Scott, Charles Kelley, Dave Haywood e Josh Kear.

## Recepção da crítica
Tammy Ragusa, da Country Weekly, avaliou com um B e disse que a canção é "elétrica em detrimento das músicas mais harmoniosas da banda". Já a equipe do Taste of Country menciona a química entre Hillary Scott e Charles Kelley, que volta à tona no single.

## Videoclipe
Lançado em abril de 2015, o primeiro vídeo da música foi dirigido por Justin Key e gravado ao vivo na Arena O2, em Londres. O videoclipe original teve direção de TK McKamy e foi liberado em julho.

## Performance comercial
| Paradas                                  | Melhor posição |
| ---------------------------------------- | -------------- |
| Estados Unidos - Bubbling Under Hot 100  | 6              |
| Estados Unidos - Billboard Country Songs | 23             |